# 1979 en sociologie
| Années de la sociologie : 1976 - 1977 - 1978 - 1979 - 1980 - 1981 - 1982    |
| Décennies de la sociologie : 1940 - 1950 - 1960 - 1970 - 1980 - 1990 - 2000 |

Cet article présente les événements de l'année 1979 dans le domaine de la sociologie.

## Publications

### Livres
- Pierre Bourdieu, La Distinction: Critique sociale du jugement
- Aaron Cicourel, La sociologie cognitive, P.U.F., Paris
- Ralf Dahrendorf, Life Chances
- Jean Duvignaud, Sociologie de la connaissance, Payot
- Alain Girard, Jean Stoetzel : Les sondages d’opinion publique, PUF
- Friedrich Hayek, Law, Legislation and Liberty
- Christopher Lasch, The Culture of Narcissism
- Bruno Latour, Steve Woolgar, La Vie de laboratoire, La production des faits scientifiques
- Michel Maffesoli, La Conquête du présent. Pour une sociologie de la vie quotidienne
- Michel Maffesoli, La Violence totalitaire
- Roger Mucchielli, La méthode des cas, Paris : Éditions sociales françaises, 1re éd. 1969
- Robert E. Park, Ernest W. Burgess, The City, University of Chicago Press, 1re éd. 1925, traduction française : L’école de Chicago : Naissance de l’écologie urbaine, Paris Aubier
- Anne-Nelly Perret-Clermont, La construction de l’intelligence dans l’interaction sociale, Peter Lang, Berne
- Sévigny, R., Le Québec en héritage : la vie de trois familles montréalaises, Laval
- Theda Skocpol, States and Social Revolutions
- Viviana Zelizer, Morals and Markets: The Development of Life Insurance Policies in the United States
- La sociologie, Œuvres, statut, auteurs, concepts, techniques, théories, Encyclopédie Du Monde Actuel, Collection dirigée par Charles-Henri Favrod, Le livre de poche, n° 4478, Paris, 220 pages

### Articles
- Ph. Besnard, « La formation de l'Année sociologique », Revue française de sociologie, 20, 1, janvier-mars, pp. 7-31.
- J.C. Alexander, « Paradigm, Division and Parsonionism », Canadian Journal of Sociology, 4 (4), pp. 343-358.
- Paul W. Vogt, « Early French Contributions to the Sociology of Knowledge », Research in Sociology of Knowledge, Sciences and Art, vol. 11

## Naissances
- 23 mars : Charles Gueboguo, sociologue camerounais et professeur de littérature comparée.

## Décès
- Gino Germani (né en 1911), sociologue argentin originaire d'italie.
- Nicos Poulantzas (né en 1936) (ou Nikos) (en grec Νίκος Πουλαντζάς).
- 8 mai : Talcott Parsons (né le 13 décembre 1902), sociologue américain.

## Autres
- Mars : Création de Association chinoise de sociologie.
- XIIe congrès de l'Association latino-américaine de sociologie à Panama au Panama.
- Denis Maldonado (Porto Rico) devient président de l'Association latino-américaine de sociologie.